# Distrito de Vöcklabruck
El distrito de Vöcklabruck es un distrito político del estado de Alta Austria (Austria). La capital del distrito es la ciudad de Vöcklabruck.

## Localidades con población (año 2018)
- Ampflwang im Hausruckwald 3376
- Attersee am Attersee 1585
- Attnang-Puchheim 8944
- Atzbach 1196
- Aurach am Hongar 1715
- Berg im Attergau 1044
- Desselbrunn 1857
- Fornach 976
- Frankenburg am Hausruck 4842
- Frankenmarkt 3636
- Gampern 2927
- Innerschwand am Mondsee 1183
- Lenzing 5043
- Manning 795
- Mondsee 3734
- Neukirchen an der Vöckla 2559
- Niederthalheim 1125
- Nußdorf am Attersee 1128
- Oberhofen am Irrsee1646
- Oberndorf bei Schwanenstadt 1416
- Oberwang 1708
- Ottnang am Hausruck 3990
- Pfaffing 1482
- Pilsbach 629
- Pitzenberg 524
- Pöndorf 2386
- Puchkirchen am Trattberg 1036
- Pühret 613
- Redleiten 537
- Redlham 1515
- Regau 6780
- Rüstorf 2104
- Rutzenham 298
- Sankt Georgen im Attergau 4375
- Sankt Lorenz 2493
- Schlatt 1399
- Schörfling am Attersee 3438
- Schwanenstadt 4264
- Seewalchen am Attersee 5491
- Steinbach am Attersee 866
- Straß im Attergau 1471
- Tiefgraben 3974
- Timelkam 5708
- Ungenach 1492
- Unterach am Attersee 1448
- Vöcklabruck 12 299
- Vöcklamarkt 4924
- Weißenkirchen im Attergau 964
- Weyregg am Attersee 1588
- Wolfsegg am Hausruck 1982
- Zell am Moos 1575
- Zell am Pettenfirst 1236

En negrita se indican las ciudades, en cursiva las ciudades-mercado, y barrios, aldeas y otras subdivisiones de los municipios se indican con letras pequeñas.
- Ampflwang im Hausruckwald
- Attersee
- Attnang-Puchheim
- Atzbach
- Aurach am Hongar
- Berg im Attergau
- Desselbrunn
- Fornach
- Frankenburg am Hausruck
- Frankenmarkt
- Gampern
- Innerschwand
- Lenzing
- Manning
- Mondsee
- Neukirchen an der Vöckla
- Niederthalheim
- Nußdorf am Attersee
- Oberhofen am Irrsee
- Oberndorf bei Schwanenstadt
- Oberwang
- Ottnang am Hausruck
- Pfaffing
- Pilsbach
- Pitzenberg
- Pöndorf
- Puchkirchen am Trattberg
- Pühret
- Redleiten
- Redlham
- Regau
- Rüstorf
- Rutzenham
- Sankt Georgen im Attergau
- Sankt Lorenz
- Schlatt
- Schörfling am Attersee
- Schwanenstadt
- Seewalchen am Attersee
- Steinbach am Attersee
- Straß im Attergau
- Tiefgraben
- Timelkam
- Ungenach
- Unterach am Attersee
- Vöcklabruck
- Vöcklamarkt
- Weißenkirchen im Attergau
- Weyregg am Attersee
- Wolfsegg am Hausruck
- Zell am Moos
- Zell am Pettenfirst